# Allomalorhagida
Allomalorhagida es una clase del filo Kinorhyncha los cuales son gusanos pseudocelomados de hábitos bentónicos que se encuentran en la mayoría de mares y océanos del mundo.  La clase incluye más de 100 especies.

## Taxonomía
La clase contiene los siguientes órdenes, familias y géneros:
- Familia Dracoderidae
  - Género Dracoderes
- Familia Franciscideridae
  - Género Franciscideres
  - Género Gracilideres
- Familia Pycnophyidae
  - Género Pycnophyes
  - Género Leiocanthus
  - Género Higginsium
  - Género Cristaphyes
  - Género Fujuriphyes
  - Género Krakenella
  - Género Setaphyes
- Familia Neocentrophyidae
  - Género Mixtophyes
  - Género Neocentrophyes
  - Género Paracentrophyes